# 劉善教
劉善教（1949年10月2日—），江蘇鎮江人，中國梅庵派古琴演奏家，第三批國家級非物質文化遺產古琴項目代表性傳承人。劉景韶之子，鎮江夢溪琴社社長。

## 生平
劉善教於1949年10月2日出生於江蘇鎮江的劉景韶舊居，是古琴家劉景韶的第五子，自小受其父教導習琴。文化大革命爆發後到丹陽下放插隊，在宣傳隊裡演奏過小提琴、月琴。
1972年春前往上海音樂學院，隨當時在學院任教的父親繼續學琴。1977年考入南京師範學院，先後獲得教育專科和數學本科學位，後來在电力技校和电厂培训中心任教職。
1996年擔任夢溪琴社社長，主持出版了《夢溪琴刊》，除去演奏外，亦從事教學工作。他以唐琴飛泉為藍本，製作出了“JK仿唐古琴”。1998年被录入《中國音樂家辭典》。